# Религия и право
«Религия и право» — российский ежеквартальный информационно-аналитический журнал.

## История
Издаётся Институтом религии и права при Славянском правовом центре с 1997 года.
Входил в список научных журналов ВАК с 2001 по 2005 год.

## Тематика
В журнале публикуются:
- правовые акты и другие официальные документы, в том числе, с комментариями;
- судебные решения и анализ юридической практики по делам, связанным с защитой свободы совести;
- юридические консультации по вопросам деятельности религиозных организаций;
- научные статьи по религиоведческой и правовой проблематике;
- актуальная информация о состоянии религиозной свободы в России и за рубежом;
- рецензии и отзывы на книги и публикации.

## Редакция
Главный редактор — А. В. Пчелинцев, заместитель директора некоммерческого партнерства «Славянский правовой центр», директор Некоммерческой негосударственной научно-исследовательской организации «Религия и право», заместитель президента Гильдии российских адвокатов, профессор Центра изучения религий РГГУ, кандидат юридических наук, почётный адвокат России, входит в московскую общину евангельских христиан-баптистов, профессор и заведующий кафедрой права и церковно-государственных отношений Московской богословской семинарии евангельских христиан-баптистов профессор Московской семинария евангельских христиан, а также является членом Консультационного совета в созданном при активном участии зарубежных баптистов «Русско-Американском христианском институте» (РАХИ).
Ответственный редактор — Р. Н. Лункин., президент Гильдии экспертов по религии и праву, к.ф.н., ведущий научный сотрудник Центра по изучению проблем религии и общества Института Европы РАН, преподаватель программы «Юридическое религиоведение» в Московской богословской семинарии евангельских христиан-баптистов
- Региональное развитие — И. В. Загребина, адвокат, заместитель заведующего кафедрой права и церковно-государственных отношений Московской богословской семинарии евангельских христиан-баптистов, председатель правления Гильдии экспертов по религии и праву.[9]
- Региональное развитие и рассылка — Юлия Гулюгина.
- Рассылка — Юлия Гулюгина.

### Редакционная коллегия
Члены:
- А. А. Красиков
- Р. А. Лопаткин
- М. И. Одинцов
- И. В. Подберёзкин
- В. В. Ряховский
- Л. Э. Садыкова
- Л. С. Симкин
- С. Б. Филатов
- М. О. Шахов

## Отзывы и критика
В 1999 году ответственный секретарь Постоянной палаты по правам человека Политического консультативного совета при Президенте РФ Л. С. Левинсон отмечал следующее:
Мы напрасно ему доверились. Подачу жалобы в Конституционный суд на закон о свободе совести он страшно затянул, переключившись на сбор средств под эту акцию. А ведь кроме госпошлины, кстати совсем небольшой, — никаких денег не требуется. В журнале «Религия и право» публично призывали жертвовать средства. Кого они, судей подкупать на эти деньги собирались, что ли?
В 2000 году кандидат юридических наук И. Н. Вишнякова отмечала, что журнал специализируется на проблемах свободы совести и свободы вероисповедания.
В 2008 году доктор юридических наук А. А. Сафонов в своей диссертации, посвящённой правовому регулированию и функционированию религиозных объединений в России в начале XX века определяет издание, как специализированный научный журнал «Религия и право», учреждённый негосударственной некоммерческой организацией «Институт религии и права»..
В 2009 году доктор исторических наук религиовед, этнолог и демограф О. Е. Казьмина в своей диссертации, посвящённой Русской православной церкви и новой религиозной ситуации в современной России, высказала следующее мнение о журнале: «При изучении религиозного законодательства весьма ценным оказался журнал „Религия и право“. Приходилось, правда, учитывать, что для этого журнала характерна прежде всего защита религиозных меньшинств и весьма критическое отношение к РПЦ».

В 2011 году доктор исторических наук С. В. Васильева в своей диссертации посвящённой государственной и церковной политике в отношении старообрядчества Байкальского региона: XVII—XXI вв отмечает, что проведённый ею 
Анализ материалов ежегодных тематических конференций по истории старообрядчества, журнальных статей в религиоведческих журналах «Религия и право», «История государства и права» даёт возможность говорить о качественном накоплении материала, положенного в основу целого ряда научных работ регионально-источниковедческого характера

## Уточнения
1. ↑  Пчелинцеву